# 運動神経伝導速度
運動神経伝導速度(うんどうしんけいでんどうそくど、英：Motor Nerve Conduction Velocity、略称：MCV)とは末梢神経の伝導速度を表す指標である。筋活動電位の潜時を指標として2点の刺激間距離を割り単位（m/sec）で表す。
末梢神経障害を診断するための重要な指標であり、正常であれば50～70m/secの値を示すが、50m/sec以下になるようであれば神経障害があると考えられる。